# Violetta - Le canzoni più belle
Violetta - Le canzoni più belle è un album discografico tratto dalla telenovela argentina Violetta, pubblicato nel 2013 da Walt Disney Records per il solo mercato italiano.

## Il disco
L'album viene pubblicato il 31 dicembre 2013 in allegato alle riviste Donna Moderna e TV Sorrisi e Canzoni e si presenta come un'edizione economica dei dischi della serie argentina.
È composto da due CD, entrambi con 18 canzoni l'uno: 14 in studio e 4 versioni karaoke. 

## Tracce
CD1
1. Martina Stoessel – Nel mio mondo – 3:35
2. Mercedes Lambre, Jorge Blanco, Nicolás Garnier e Alba Rico – Destinada a brillar – 1:44
3. Pablo Espinosa – Entre tú y yo – 3:24
4. Lodovica Comello – Ti credo – 4:02
5. Martina Stoessel – Habla si puedes – 3:33
6. Il Cast – Ser mejor – 3:25
7. Martina Stoessel e Rock Bones – Mi perdición – 3:21
8. Martina Stoessel – En mi mundo – 3:32
9. Jorge Blanco – Te esperaré – 3:02
10. Martina Stoessel e il cast – Hoy somos más – 2:55
11. Diego Domínguez – Yo soy así – 3:35
12. Mercedes Lambre e Alba Rico – Peligrosamente bellas – 3:21
13. Martina Stoessel – Cómo quieres – 2:32
14. Cast di Violetta – Euforia – 2:47
15. Nel mio mondo – 3:35 – versione karaoke
16. Ti credo – 4:02 – versione karaoke
17. Ser mejor – 3:25 – versione karaoke
18. Hoy somos más – 2:55 – versione karaoke

CD2
1. Facundo Gambandé, Lodovica Comello e Candelaria Molfese – Algo suena en mí – 2:14
2. Jorge Blanco, Nicolás Garnier e Rodrigo Velilla – Dile que si – 3:01
3. Mercedes Lambre, Facundo Gambandé, Lodovica Comello e Candelaria Molfese – Juntos somos más – 2:57
4. Cast di Violetta – Ven y canta – 2:49
5. Candelaria Molfese, Lodovica Comello e Martina Stoessel – Veo veo – 2:32
6. Jorge Blanco, Nicolás Garnier, Samuel Nascimento, Rodrigo Velilla e Facundo Gambandé – Tu foto de verano – 2:49
7. Jorge Blanco, Nicolás Garnier, Samuel Nascimento, Rodrigo Velilla e Facundo Gambandé – Cuando me voy – 2:55
8. Martina Stoessel e Jorge Blanco – Podemos – 3:21
9. Cast di Violetta – Tienes el talento – 2:06
10. Martina Stoessel, Lodovica Comello, Mercedes Lambre, Candelaria Molfese e Alba Rico – Alcancemos las estrellas – 3:24
11. Ruggero Pasquarelli, Jorge Blanco, Samuel Nascimento e Diego Domínguez – Luz, cámara y acción – 2:29
12. Jorge Blanco – Entre dos mundos – 2:54
13. Martina Stoessel e Mercedes Lambre – Si es por amor – 3:08
14. Martina Stoessel – Il mio miglior momento – 3:59
15. Dile que sí – 3:01 – versione karaoke
16. Cuando me voy – 3:01 – versione karaoke
17. Podemos – 3:21 – versione karaoke
18. Luz, cámara y acción – 2:29 – versione karaoke